# Mainfranken
Regiunea Mainfranken, care cuprinde orașele mai mari Würzburg și Schweinfurt, este situată în partea de est a regierungsbezirk Unterfranken. Ca linie istorică desparte regiunea Spessart, Mainfranken de regiunea Bayerischen Untermain. 
Mainfranken cuprinde majoritatea regiunii Maindreieck și o parte din Mainviereck, regiuni ce aparțin de Franconia. 